# Gamal Abdel-Azim
Gamal Abdel-Azim (ar. جمال عبد العظيم) – egipski piłkarz grający na pozycji pomocnika. W swojej karierze grał w reprezentacji Egiptu.

## Kariera klubowa
W swojej karierze piłkarskiej Abdel-Azim grał w klubie El Qanah FC.

## Kariera reprezentacyjna
W 1974 roku Abdel-Azim został powołany do reprezentacji Egiptu na Puchar Narodów Afryki 1974. Na tym turnieju rozegrał jeden mecz grupowy, z Zambią (3:1), w którym strzelił gola. Z Egiptem zajął w 3. miejsce w tym turnieju.